# Tiger Shaw
Gale H. Shaw III, detto Tiger (Burlington, 24 agosto 1961), è un dirigente d'azienda, dirigente sportivo ed ex sciatore alpino statunitense.

## Biografia

### Carriera sciistica
Shaw, specialista delle prove tecniche, vinse la Nor-Am Cup nella stagione 1980-1981, mentre nella stagione 1982-1983 vinse la classifica di slalom gigante e fu 2º in quella generale; in Coppa del Mondo esordì nel 1983 ed ottenne il primo piazzamento il 10 gennaio 1984 ad Adelboden in slalom gigante (13º). Nello stesso anno debuttò ai Giochi olimpici invernali (a Sarajevo 1984 non completò né lo slalom gigante né lo slalom speciale) e si aggiudicò la Nor-Am Cup 1984.
Conquistò il miglior piazzamento in Coppa del Mondo il 20 marzo 1985 a Park City in slalom speciale (7º) e lo bissò il 21 febbraio 1986 a Wengen in combinata; ai XV Giochi olimpici invernali di Calgary 1988, sua ultima partecipazione olimpica, si classificò 18º nel supergigante e 12º nello slalom gigante. Ottenne l'ultimo piazzamento in Coppa del Mondo l'8 marzo 1990 a Geilo in slalom speciale, replicando per la terza volta il suo miglior risultato nel circuito (7º); non ottenne piazzamenti iridati.

### Carriera aziendale
Dopo il ritiro completò gli studi presso il Dartmouth College e assunse incarichi dirigenziali prima presso aziende di attrezzature sportive, poi presso aziende automobilistiche.

### Carriera dirigenziale
Nel 2013 divenne direttore generale della Federazione sciistica degli Stati Uniti e l'anno successivo presidente, succedendo a Bill Marolt; ha lasciato l'incarico a Sophie Goldschmidt al termine della stagione 2021-2022.

## Palmarès

### Coppa del Mondo
- Miglior piazzamento in classifica generale: 46º nel 1986

### Nor-Am Cup
- Vincitore della Nor-Am Cup nel 1981[senza fonte] e nel 1984[3]
- Vincitore della classifica di slalom gigante nel 1983[senza fonte] e nel 1984[3]
- Vincitore della classifica di slalom speciale nel 1991[5]

### Campionati statunitensi
- 11 medaglie (dati parziali):
  - 9 ori (tra i quali: slalom gigante nel 1983; slalom gigante, combinata[6] nel 1985; combinata nel 1986; supergigante, combinata nel 1987; combinata nel 1988)[5][7]
  - 2 bronzi (slalom speciale[6] nel 1985; slalom gigante[8] nel 1987)